# Robin Hood (serial din 2006)
Robin Hood este un serial TV britanic, realizat de conia independentă de producție Tiger Aspect Productions pentru BBC One, împreună cu BBC America un canal de televiziune prin cablu din Statele Unite. Având la bază poveștile legendarului erou folcloric britanic, Robin Hood, programul a fost difuzat prima oară pe 7 octombrie 2006. Seria II a început să fie difuzată din 6 octombrie 2007, cu ultimele 2 episoade de 29 decembrie, același an. Seria III a început să fie difuzată din 28 martie 2009, dar după al treisprezecelea episod a fost întreruptă.

## Distribuție
- Jonas Armstrong în rolul lui Robin Hood
- Lucy Griffiths în rolul lui Marian
- Keith Allen în rolul lui șerifului Nottinghamului
- Richard Armitage în rolul lui Guy of Gisborne
- Gordon Kennedy în rolul lui Little John
- Sam Troughton în rolul lui Much
- Harry Lloyd în rolul lui Will Scarlett
- Joe Armstrong în rolul lui Allan-a-Dale
- Anjali Jay în rolul lui Djaq